# Davide Bellomo
Davide Bellomo (Ascoli Piceno, 18 febbraio 1970) è un politico italiano, deputato per il collegio uninominale di Bari nella XIX legislatura.

## Biografia
È figlio di Michele Bellomo, presidente della Regione Puglia dal 1990 al 1992 ed esponente della Democrazia Cristiana.
Dopo la maturità scientifica si laurea in Giurisprudenza presso l'Università degli Studi di Bari Aldo Moro, dal 1997 esercita la professione di avvocato e dal 2015 è patrocinante in Cassazione.

## Attività politica
Inizia la propria carriera politica nel 2009 diventando assessore della provincia di Bari nella giunta di centro-destra guidata da Francesco Schittulli, con delega all'attuazione del programma, alla trasparenza e alla legalità, come esponente della lista del presidente.
Nel 2010 si candida alle elezioni regionali in Puglia nella lista I Pugliesi per Rocco Palese, venendo eletto per la prima volta in consiglio regionale per la provincia di Bari con 9.093 preferenze. Contestualmente, rinuncia alla carica di assessore provinciale.
Si ricandida alle elezioni regionali del 2015 nella lista Movimento Politico Schittulli - Area Popolare, a sostegno dell'ex presidente della provincia di Bari: nonostante le 7.613 preferenze è il primo dei non eletti. Subito dopo abbandona quindi il MPS, aderendo ai Conservatori e Riformisti di Raffaele Fitto e diventandone coordinatore provinciale.
Nel 2019 rompe con i fittiani in occasione delle primarie del centro-destra per la scelta del candidato sindaco alle elezioni comunali di Bari e aderisce alla Lega. Candidato ed eletto consigliere regionale per la provincia di Bari con 8.590 preferenze alle elezioni regionali del 2020, rientra in consiglio regionale dopo cinque anni di assenza, diventando capogruppo leghista.
Alle elezioni politiche del 2022 è indicato dal centro-destra come candidato per il collegio uninominale Puglia - 05 (Bari): risulta quindi eletto con il 36,57%, superando il candidato del Movimento 5 Stelle Alberto Claudio De Giglio (28,76%) e la candidata del centro-sinistra Luisa Torsi (25,67%).
Il 21 marzo 2025 lascia la Lega per aderire a Forza Italia.